# Темкин-Ростовский, Михаил Григорьевич
Князь Михаил Григорьевич Темкин-Ростовский — русский военный и государственный деятель, дворянин московский, рында, голова и воевода во времена правления Ивана IV Васильевича Грозного, Фёдора Ивановича, Бориса Годунова, Смутное время и во времена Михаила Фёдоровича.
Из княжеского рода Тёмкины-Ростовские. Младший сын князя Григория Ивановича Темкина-Ростовского. Имел брата, голову и князя Ивана Григорьевича.

## Биография

### Служба Ивану Грозному
В 1565 году подвергнут опале и сослан в Казанский край. В 1579, 1580 и 1581 годах служил головой и надзирал за ночными сторожами во время походов русских войск против лифляндцев и поляков, спал в государевом стане.

#### Служба Фёдору Ивановичу
В 1590 году участвовал в походе русского царя Фёдора Иоанновича на шведские владения, служил головой у огней в походе царя на Новгород и Нарву. В 1591 году дворянин князь Михаил Григорьевич Темкин-Ростовский участвовал в отражении крымского хана Гази Герая в его Крымском походе на Русь, в награду за службу получил золотой. В 1594, 1595 и 1596 годах служил первым воеводой в Свияжске. 22 мая 1597 года был среди дворян в Грановитой палате во время приёма австрийского посла, бургграфа Авраама Донавского. В том же году был назначен на воеводство в Орел. Неоднократно упомянут рындой царя Фёдора Ивановича.

##### Служба Борису Годунову
В 1598 году князь Михаил Григорьевич Темкин-Ростовский участвовал в Земском соборе в Москве, избравшим на царский престол Бориса Фёдоровича Годунова. В соборной грамоте за него приложил руку князь Андрей Хилков. В том же году — сперва поддатня к рынде, а потом второй воевода у огней в царском стане во время похода царя Бориса Годунова «по крымским вестям» в Серпухов. В 1600 году был первым объезжим в московском Кремле. В этом же году местничал с князем Василием Ивановичем Буйносовым-Ростовским. В 1601—1602 годах — воеводы в Кореле. В 1602 году назначен первым воеводой в Орешек.  В 1605—1606 годах вместе с дьяком Филимоном Озеровым «поверстал» дворян и детей боярских в Муроме, Арзамасе, Нижнем Новгороде, Великом Новгороде и Лухе.

###### Служба Михаилу Фёдоровичу
В 1614—1615 годах служил первым воеводой в Вологде.

## Семья
От брака с неизвестной имел детей:
- Михаил Михайлович Темкин-Ростовский (ум. 1661) — стольник, боярин, воевода и дворецкий.
- Домна Михайловна урождённая Тёмкина-Ростовская (ум. 1630) — жена боярина князя Фёдора Ивановича Мстиславского (ум. 1624), погребена в московском Симоновом монастыре. В поколенной росписи поданной в 1682 году в Палату родословных дел упомянута с именем — Арина.